# Volta por Cima
Volta por Cima  es una telenovela brasileña producida y transmitida por TV Globo. Se emitió del 30 de septiembre de 2024 al 26 de abril de 2025. Desarrollada por Claudia Souto, la telenovela fue dirigida por André Câmara y está protagonizada por Jéssica Ellen, Fabrício Boliveira, Amaury Lorenzo, Isadora Cruz, Tereza Seiblitz, Milhem Cortaz, Isabel Teixeira y Drica Moraes.

## Elenco
- Jéssica Ellen como Madalena "Madá" Souza[4][5]
- Fabrício Boliveira como Jorge "Jão"[6]
- Amaury Lorenzo como Francisco "Chico" Moreira[7]
- Isadora Cruz como Roxelle[8][9]
- Tereza Seiblitz como Doralice Souza[10][11]
- Milhem Cortaz como Osmarino "Osmar" Souza[12][13]
- Isabel Teixeira como Violeta Castilho[14]
- Drica Moraes como Joyce Góis de Macedo[14]
- Betty Faria como Belisa Góis de Macedo[15]
- Juliana Alves como Aparecida "Cida"[16][17]
- Aílton Graça como Edson Bacelar[18]
- Viviane Araújo como Rosana Bacelar[19][20]
- Tonico Pereira como Eurico Moreira "Seu Moreira"[21]
- Rodrigo García como Renato Castilho "Baixinho"[22]
- Juliano Cazarré como Jayme[23]
- Cláudia Missura como Tereza
- Rodrigo Fagundes como Gilberto Góis de Macedo "Gigi"[24][25]
- Lellê como Sílvia "Silvinha" Pires de Sabóia[26][27]
- Valdineia Soriano como Neuza[28][29]
- Enrique Díaz como Gerson[30][31]
- Fábio Lago como Sebastian[32][33]
- Iara Jamra como Ana Lúcia
- Adanilo como Sidney[34][35]
- Jacqueline Sato como Yuki[36][37]
- Allan Jeon como Jin Kwon[38]
- Bia Santana como Tatiana "Tati" Souza[39][40]
- Gabriela Dias como Miranda[41]
- Pri Helena como Cacá
- Vitor Sampaio como Jô
- Márcio Machado como Henrique "Rique" Nunes
- Chao Chen como Alberto Fontoura
- Gabriela Yoon como Yoo-Na[42]
- Sharon Cho como Mi-rae/Seo Ha-na[43][44]
- João Gabriel D'Aleluia como Fernando "Nando" Bacelar
- Caíque Ivo como Lucas[45]

### Participaciones especiales
- MV Bill como Lindomar Souza[46]

## Audiencia
| Temporada | Episodios | Primera emisión          | Primera emisión              | Última emisión      | Última emisión               | Prom. de espectadores (Puntos de rating) |
| Temporada | Episodios | Fecha                    | Audiencia (Puntos de rating) | Fecha               | Audiencia (Puntos de rating) | Prom. de espectadores (Puntos de rating) |
| --------- | --------- | ------------------------ | ---------------------------- | ------------------- | ---------------------------- | ---------------------------------------- |
| 1         | 180       | 30 de septiembre de 2024 | 21,2                         | 26 de abril de 2025 | 19,9                         | 19,7                                     |